# Народная партия Панамы
Не следует путать с Народной партией той же страны.
Народная партия Панамы (исп. Partido del Pueblo de Panamá) — панамская коммунистическая политическая партия. На протяжении длительного времени контролировала Национальный профцентр трудящихся Панамы — крупнейшее профобъединение в стране, входящее во Всемирную федерацию профсоюзов.

## История
Партия была основана 4 апреля 1930 под названием Коммунистическая партия Панамы (исп. Partido Comunista de Panamá, КПП) после того, как панамские коммунисты вышли из Лабористской партии — первой марксистской силы страны. В 1935 году партия была принята в Коминтерн. Впрочем, особого успеха панамские коммунисты не имели, проигрывая по влиянию местным троцкистам, вступившим в Социалистическую партию, а в 1937 году Компартия в результате внутрипартийной борьбы распалась.
В 1943 году КПП была воссоздана при участии старшего поколения активистов (Кристоваль Сегундо, Хосе дель Кармен Туньон) и молодых коммунистов (Уго Виктор Эскала), изменив своё название на Народная партия Панамы.
На 3-м съезде в марте 1951 года из партии был исключён её прежний лидер Сельсо Солано, обвинённый в ревизионизме и «браудеризме», со сторонниками. На состоявшемся в том же году 4-м съезде партии были приняты программная декларация и устав партии, а генеральным секретарём НПП стал Рубен Дарио Соуса Батиста (известный также под псевдонимом «Висенте Тельо»).
Антикоммунистическая кампания, развёрнутая после принятия в 1953 году закона о запрете коммунистической деятельности, включая аресты активистов партии, привела к фактическому разгрому НПП. Тем не менее, она продолжала подпольное существование, агитируя против империализма США и местной олигархии, но осуждая «левацкие авантюры» вроде вооружённых стычек с полицией или американскими военными и призывая к более тесной работе со средними слоями населения. Членом партии некоторое время был Флойд Бриттон, разошедшийся с ней из-за её умеренной позиции.
Оставаясь нелегальной вплоть до 1978 года, НПП вместе с тем активно поддерживала реформы в рамках левонационалистического курса генерала Омара Торрихоса Эрреры, пришедшего к власти после государственного переворота в октябре 1968 года, особенно в рамках борьбы за национализацию Панамского канала. В 1979 году запросила легальный статус, её численность доходила до 77 тысяч человек, хотя новая Революционно-демократическая партия Торрихоса оттягивала от неё поддержку на поле антикапиталистической и антиимпериалистической политики. В 1980 году в парламент был избран член НПП, выдвигавшийся в качестве независимого кандидата.
Во время выборов 1984 года НПП разорвала союз с военным правительством, так как считала, что оно не следует реформистским идеалам Омара Торрихоса, погибшего в 1981 году. Партия выдвинула Карлоса дель Сида своим кандидатом в президенты, но он получил только 4598 голосов (0,72% от общего числа), а ПНП не получила мест в Национальном собрании.
На выборах 1989 года ПНП решила присоединиться к официальному альянсу COLINA, возглавляемому кандидатом в президенты Карлосом Дуке. Однако К. Дуке проиграл выборы, получив только 28,4 % голосов, а партия получила только 2919 голосов (0,45% от общего числа) и вновь не получила мест в Национальном собрании.
1 июля 1991 года НПП лишилась официальной регистрации. Несмотря на лишение официальной регистрации, партия существует до сих пор.